# Sophie de Ronde
 (mai 2020).
Pour les articles homonymes, voir Ronde.
Sophie de Ronde est une maîtresse brasseuse britannique.

## Carrière

### Ses débuts
Sophie de Ronde commence sa carrière en tant que gestionnaire de cave dans un pub.
Elle commence ensuite à brasser au sein de la Brentwood Brewing Company en 2008, elle évolue ensuite au sein de la brasserie Maltster Muntons,. Elle élabore de nouvelles recettes et brassins. Elle découvre durant son travail sur ces projets pilotes qu'elle est allergique au malt et à l'orge,.

### Burnt Mill Brewery
Après de nombreux questionnements, elle échange avec le fondateur de la brasserie Burnt Mill Brewery, Charles O'Reilly. Elle apprécie sa vision de la brasserie et sa philosophie,.
En 2017, De Ronde devient la maîtresse brasseuse au sein de la brasserie Burnt Mill Brewery dans le Suffolk. et Charles O'Reilly accepte les restrictions autour de ses allergies. De Rondee est autorisée à ne pas gouter les bières produites,. Elle est d'ailleurs surnommée la Beethoven de la bière.
En décembre 2019, elle est nommée Brasseuse de l'année par la Guilde Britannique des écrivains de bière. Cette récompense est décernée au meilleur brasseur ou à la meilleure brasseuse de l'année.

### Journée internationale de la collaboration de brassage des femmes
Sophie de Ronde développe la journée Internationale de la collaboration de brassage des femmes,, qui a lieu chaque 8 mars. Ce projet débute avec le projet Venus qui a été mis en place en 2011 par Sarah Barton, fondatrice de la brasserie Brewster's Brewing Company. , L'objectif de ce projet est de lancer des collaborations de brassage avec d'autres maîtresses brasseuses au Royaume-Uni afin de sensibiliser sur les femmes dans cette industrie,.